# Stadsmuur van Tallinn
De Stadsmuur van Tallinn is de middeleeuwse stadsmuur die om de oude binnenstad van de Estse hoofdstad Tallinn loopt. De eerste muur was gebouwd 13e eeuw. Van de oorspronkelijke 2,4 km lange muur is tegenwoordig nog 1,9 km intact. Dit maakt de muur een van de meest intacte middeleeuwse muren van Europa. Ook staan er nog 20 stadstorens waaronder de Kiek in de Kök, Lange Herman en Dikke Margareta.